# La pantera rosa: la persecución más rosa
La Pantera Rosa: La persecución más rosa (Pink Panther: Pinkadelic Pursuit en la versión original) es un juego en tres dimensiones producido por la compañía española Wanadoo junto a la compañía francesa Étranges Libelules.

## Trama
La pantera rosa recibe una carta de parte de su tío, el cual le indica que debe llegar hasta su hogar. En el camino, la pantera rosa recuerda que su tío era como un héroe para el, pero también pensaba que había muerto ya que lo devoró por un dinosaurio. Luego, el jugador (que hace el papel de la pantera), tiene que recorrer toda la casa del tío de la pantera, que está compuesta por doce niveles, hasta llegar al ático en donde se esconde un tesoro heredado por parte del tío de la pantera. Cada nivel está compuesto por un gran escenario (donde se basa en uno de los viajes del tío de la pantera) el cual consiste en que la pantera tiene que robar objetos de un individuo. Éste individuo se enfada y persigue a la pantera hasta que esta pueda ganar entregando dicho objeto a otro, para que éste le permita entrar en otras partes de un nivel, para que finalmente la pantera consiga robar la llave del escenario que la ayudará a pasar de nivel. Además el juego posee niveles especiales donde la pantera rosa tiene que patinar y esquivar los obstáculos en el camino para ganar el nivel. Otros niveles minoritarios consisten en que la pantera rosa debe vencer a un jefe a través de la utilización de explosivos. En el nivel final, la pantera rosa tiene que enfrentarse a una versión antagonista y animada del Inspector Clouseau. Después de vencerlo se descubre que el tío de la pantera no estaba muerto y quería que la pantera le recuperase el tesoro para luego escaparse con él. Sin embargo la pantera rosa quedó confundida y molesta por la situación, por lo que persiguió a su tío por la ciudad.

## Personajes
- Pantera rosa: Personaje principal del juego, fue basado en la caricatura del mismo nombre. Su misión es recuperar el tesoro de la casa que le heredó su tío.

- Tío de la pantera rosa: Similar a su sobrino, la única diferencia es que utiliza un traje de explorador y anteojos. En el principio del juego se creía que estaba muerto.

- Planta carnívora: Primer jefe del juego. Es una planta de ocho metros de altura que se alimenta de carne, irónicamente a la planta le encanta la carne rosa.

- Dinosaurio: Segundo jefe del juego. Está basado en un corto animado de la pantera rosa, es muy glotón, por lo que se alimenta de grandes cantidades de huesos.

- Inspector Clouseau: Antagonista, es el último jefe del juego. Suele ser temperamental y utiliza un traje de color negro parecido al de los Gángsters.

- Al terminarlo al Inspector Clouseau La Pantera aparece y se lleva la fortuna y la música de este.

## Sistema de juego
El juego se puede jugar con un teclado, ratón o controlador.  Los controles son suaves y manejables.
Hay 12 niveles en el juego, casi cada uno de los cuales está basado de una forma u otra en uno de los dibujos animados antiguos:
Lista de niveles
- El Luxitania: "Polizonte Rosa"
- La línea de ferrocarril: "Jinete Jineteado" y "Rosado Cosquilla"
- La obra, Parte 1: "Una Casa Ultramoderna" y "Rosa Prefabricado"
- Egipto: "La Esfinge Rosa"
- El invernadero: Nivel original
- La edad de piedra: "Rosa Extinto"
- La pista de patinaje: "Rosa Frío" y "Rosado Cosquilla"
- El castillo de Drácula: "Sangre Color de Rosa"
- El dinosaurio: "Rosa Extinto"
- La obra, Parte 2: "Un Platillo de Reyes Rosa" y "Rosado Cosquilla"
- La guarida del Gángster: "El Agente Secreto" y "Suerte Rosa"
- El ático: "El Agente Secreto"